# Championnats de Tunisie d'athlétisme 2015
Navigation
2014 2016
Les championnats de Tunisie d'athlétisme 2015 sont une compétition tunisienne d'athlétisme disputée en 2015. Ils se déroulés les 9 et 10 mai pour les épreuves combinées et la marche sur piste, et du 13 au 16 juin pour les autres épreuves. Tous les athlètes se sont retrouvés au stade d'athlétisme de Radès, situé à côté du stade olympique, alors que les épreuves de marche sur route ont lieu à Korba le 20 mars.
C'est l'Athletic Club de Sousse qui remporte les championnats avec huit titres, devançant la Zitouna Sports qui obtient également huit titres et le Club sportif de la garde nationale sept titres.

## Palmarès
| Discipline             | Hommes                | Hommes          | Femmes                                  | Femmes         |
| ---------------------- | --------------------- | --------------- | --------------------------------------- | -------------- |
| 100 m                  | Mohamed Amine Rouahi  | 10 s 9          | Jihane Abidi                            | 12 s 1         |
| 200 m                  | Abdelaziz Rebii       | 21 s 6          | Samah Hamed                             | 26 s 5         |
| 400 m                  | Abdelaziz Rebii       | 47 s 9          | Chiraz Gomni                            | 59 s 3         |
| 800 m                  | Mohamed Mehdi Hammami | 1 min 55 s 6    | Haifa Tarchoun                          | 2 min 7 s      |
| 1 500 m                | Abderraouf Boubaker   | 3 min 46 s 4    | Hallouma Jerfal                         | 4 min 47 s 7   |
| 5 000 m                | Romdhan Badri         | 14 min 45 s 6   | Maroua Bouzayani                        | 17 min 52 s 7  |
| 10 000 m               | -                     | -               | -                                       | -              |
| 100 m haies            |                       |                 | Manel Ben Selma                         | 15 s 3         |
| 110 m haies            | Rami Gharsalli        | 14 s 5          |                                         |                |
| 400 m haies            | Ali Said              | 55 s 8          | Maroua Boumaiza                         | 1 min 3 s 3    |
| 3 000 m steeple        | Zied Ben Othman       | 9 min 7 s 5     | Halouma Jerfal                          | 10 min 29 s 4  |
| Relais 4 × 100 mètres  | Zitouna Sports        | 43 s 2          | Athletic Club de Sousse                 | 50 s 6         |
| Relais 4 × 400 mètres  | Zitouna Sports        | 3 min 21 s 9    | Club municipal d'athlétisme de Kairouan | 4 min 2 s 5    |
| Saut en longueur       | Taieb Chouri          | 7,07 m          | Eya Lakhal                              | 5,92 m         |
| Triple saut            | Ghaith Bellakhal      | 14,74 m         | Fatma Ben El Hammadi                    | 12,44 m        |
| Saut en hauteur        | Ahmed Saïd Mhamedi    | 1,85 m          | Maroua Najjar                           | 1,65 m         |
| Saut à la perche       | Seifeddine Mejri      | 4,70 m          | Dora Mahfoudhi                          | 3,80 m         |
| Lancer du poids        | Wajdi Bellili         | 15,21 m         | Nada Cheroudi                           | 13,29 m        |
| Lancer du disque       | Mohamed Ali Mejri     | 47,69 m         | Kalthoum Saâdaoui                       | 39,74 m        |
| Lancer du marteau      | Seifeddine Sehili     | 53,72 m         | Nabiha Gueddah                          | 51,03 m        |
| Lancer du javelot      | Sadok Anani           | 61,93 m         | Nada Cheroudi                           | 41,02 m        |
| Décathlon              | Mohamed Aymen Rajhi   | 5 698 points    |                                         |                |
| Heptathlon             |                       |                 | Maroua Boumaiza                         | 3 636 points   |
| Semi-marathon          |                       |                 |                                         |                |
| 10 km marche sur piste |                       |                 | Amani Mannai                            | 56 min 33 s 9  |
| 15 km marche sur piste | Abderraouf Ben Behi   | 1 h 8 min 35 s  |                                         |                |
| 20 km marche sur route | Mohamed Messoussi     | 1 h 38 min 13 s | Syrine Mejri                            | 1 h 49 min 5 s |

## Sources
- [PDF] « Championnats nationaux des épreuves combinées et du 10 000 m, Stade d'athlétisme de Radès, 9 et 10 mai 2015 » (consulté le 24 octobre 2015)
- [PDF] « Championnats nationaux de marche sur piste, Stade d'athlétisme de Radès, 10 mai 2015 » (consulté le 24 octobre 2015)
- [PDF] « Championnats nationaux individuels, Stade d'athlétisme de Radès, du 13 au 16 juin 2015 » (consulté le 24 octobre 2015)